# Le Combat d'hiver
Le Combat d'hiver est un roman de Jean-Claude Mourlevat paru en septembre 2006 aux éditions Gallimard Jeunesse.

## Intrigue
Quatre jeunes dans un orphelinat. Survivront-ils à la barbarie des jeux du cirque réinventés par la Phalange ? Leur combat, hymne grandiose au courage et à la liberté, est de ceux qu'on  dit perdus d'avance. Et pourtant...
L'intrigue se déroule dans un univers fantastique, les lieux géographiques sont cités par des noms, l'époque semble être celle du début du XXe siècle. Les noms des personnages sont issus de différentes langues (Néerlandais : "Van Vlyck" "Jahn" ; Allemand : "Milena Bach" ; Anglais : "Helen Dormann").
Il y a des références à l'histoire espagnole.

## Résumé
Helen et Milena sont meilleures amies. Elles vivent dans un internat pour fille dans le centre du pays et sont en quatrième année. Au début de l’histoire, en octobre, Helen demande si elle peut se rendre chez sa consoleuse. Ce sont des femmes, pour la plupart célibataires, qui vivent sur une colline qui surplombe le village et l’internat. Leur rôle est de « consoler » les enfants des deux internats (celui des filles et celui des garçons). Chaque enfant a le droit de voir sa consoleuse trois fois dans l’année pendant 3 heures. Lorsque ces deux filles traversent la ville pour se rendre chez Paula, la consoleuse de Helen, elles croisent Milos et Bartolomeo, deux enfants de l’internat des garçons. Ils venaient de voir leur consoleuse et retournaient à leur internat. Tout de suite, nous comprenons que leurs relations vont aller au-delà d’une simple relation amicale. Pour pouvoir échanger de petits mots entre leurs internats, ils s’échangent leurs noms.

## Personnages principaux
Helen Dormann : Elle vient de l'internat des filles, c'est le personnage principal, elle a 17 ans. Elle a les cheveux courts, raides, bruns tout comme ceux d'un garçon. Elle a les joues rondes et des yeux profonds. Helen est aussi une jeune femme courageuse. On peut le voir lorsqu'elle va chercher un médecin dans le froid au milieu de nulle part. Elle nous le montre aussi par sa haine envers la Phalange (l'état totalitaire au pouvoir). Elle est déterminée à renverser ce régime car ils ont capturé Milos, dont elle est passionnément amoureuse. 
Milos Ferenzi : Il vient de l'internat des garçons, et y était en quatrième année. C'est le meilleur ami de Bartoloméo. Il a des cheveux bruns et bouclés et des joues rondes, des yeux pétillants, et est très fort en lutte gréco-romaine. Amoureux d'Helen, il part à la poursuite de la meute d'hommes-chiens commandés par Mills et Pastor, que la Phalange a envoyé tuer Bartoloméo et Milena. Il se fait malheureusement attraper par la Phalange, et est envoyé au centre d'entrainement des gladiateurs car il a tué le redoutable Pastor. 
Milena Bach : Elle vient de l'internat des filles, et y était aussi en quatrième année. Elle a de merveilleux cheveux blonds très longs. Fille de Eva-Maria Bach, elle lui ressemble comme deux gouttes d'eau, et tout le monde la prend pour sa mère disparue. Lorsqu'elle le rencontre, elle tombe aussitôt amoureuse de Bartoloméo, et s'enfuit avec lui de son internat. Elle a hérité de la merveilleuse voix de sa mère, ce qui fait d'elle une grande cantatrice sans égale. C'est la meilleure amie de Helen.  
Bartoloméo Casal : Il vient de l'internat des garçons et y était en quatrième année. C'est le meilleur ami de Milos. Il est très grand. Amoureux de Milena, il s'enfuit avec elle de son internat. Comme son père, il va mener les révolutionnaires jusqu'à la liberté… ou la mort. 

## Prix remportés
1. Prix France Télévisions 2006
2. Prix Trégor Ados 2007
3. Prix Livrentête (Bibliothèques pour tous) 2007
4. Prix littéraire déparmental de l’Hérault 2007
5. Prix Saint-Exupéry 2007
6. Prix frisson 2007
7. Prix Paul Hurtmans, Coup de cœur 14/16 ans (Belgique) 2008
8. Prix Ado-Lisant (Belgique) 2008
9. Prix J'ai Lu-J'élis (Angers) 2008
10. Prix Sésame (Saint-Paul-Trois-Châteaux) 2008
11. Prix des Lecteurs en Seine 2008
12. Prix Gayant Lecture de Douai 2008
13. Prix Sorcières, Roman 2008
14. Prix des Lecteurs 13/16 du Mans 2008
15. Prix des Incorruptibles 2008
16. Prix Ados-Vallès (Le Puy) 2008
17. Prix des Collèges 82 (Montauban) 2008
18. Prix du Livre Élu en Livradois Forez 2008
19. Prix des Lycéens de Vence 2008
20. Prix Intercollèges de l’Essonne
21. Prix des jeunes lecteurs du Nord Isère 2008
22. Prix des lecteurs (Allonnes) 2008
23. Prix des collégiens de la Ville de Vannes (1er Prix) 2008[2]